# 东交民巷天主堂
东交民巷天主堂，全称天主教北京教区东交民巷圣弥厄尔堂，简称圣弥厄尔堂（英語：St. Michael's Church），旧时俗称法国教堂（英語：French Legation Church），位于北京市东城区东交民巷甲13号，隶属天主教北京教区。

## 历史
东交民巷天主堂是北京建造较晚的一所教堂，其所在地在建筑教堂以前属于法国领事馆的范围。1901年《辛丑条约》签订后，定居北京并且居住在东交民巷使馆区的欧洲人显著增加，这些侨民要求就近修建教堂以进行宗教活动。经法国籍北京主教樊国梁（Bishop Pierre-Marie-Alphonse Favier）与法国驻华领事协商，法国领事馆将地皮转让，由法国遣使会拨款，法国籍神父高嘉理负责，在现在的位置修建教堂，后期的建筑工作转由法国人斩利国负责。
1904年，教堂建筑竣工，正式开堂。开堂后的东交民巷天主堂以在华外国人为主要服务对象，主堂神父和辅助神职人员均为法国籍人士，并归法国教会管理。
1949年后，中國天主教愛國會下屬的北京教区接管了东交民巷天主堂的建筑和地产，东交民巷天主堂被划归北堂管理。1958年，由于政府政策的变化，天主教会活動被禁止；文革期間，东交民巷天主堂被完全关闭，建筑与地产遭到没收，并被划归东交民巷小学，教堂成为小学的礼堂，教堂建筑被嚴重損毀。
1986年，东交民巷小学从教堂完全迁出，教堂被发还中國天主教愛國會下屬的北京教会；1989年12月23日，重新开堂。1995年10月，被列为北京市文物保护单位。2012年，“东交民巷教堂附属建筑”被列为北京市东城区普查登记文物，时代为民国。

## 建筑

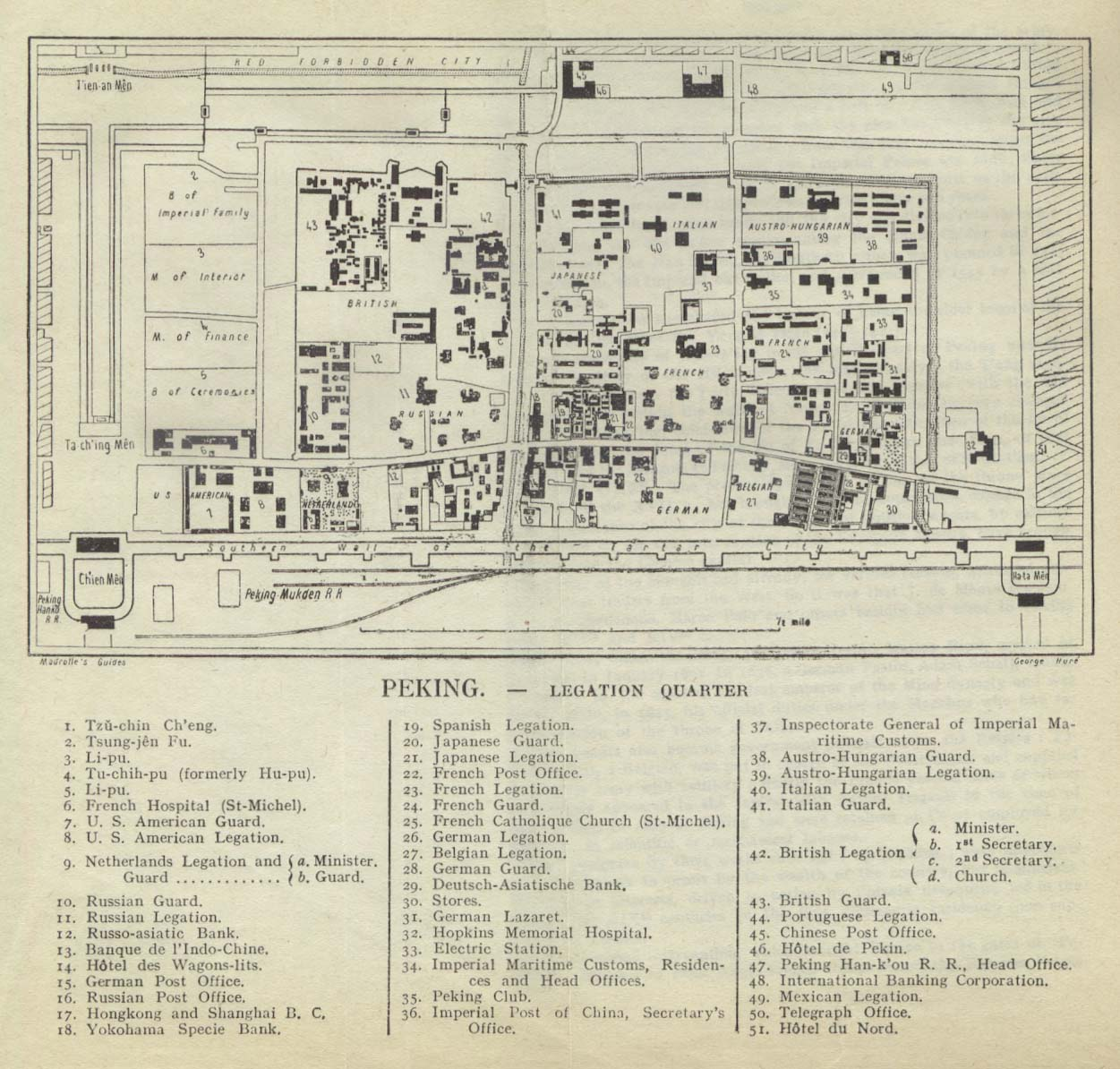
东交民巷使馆区地图。图中25. French Catholique Church (St-Michel).即东交民巷天主堂。

相比于天主教在北京的四大教堂南堂、北堂、东堂和西堂，东交民巷天主堂的历史很短，规模很小，但其建筑小巧精致，同时也是北京市区内少有的没有经过彻底毁坏和重建的天主教堂。
教堂现存建筑占地面积2656.4平方米，主体建筑为典型的哥特式风格，高二层，坐北朝南，东西面阔三开间，南北进深十四开间；堂内为木结构，顶部用肋状拱券，以圆柱支撑，地板铺有花砖甬道；教堂东西两侧装饰有在法国定做的玻璃花窗，但在教堂被台基厂小学占用作为礼堂期间，这些花窗大多被打破。圣堂正门上方为教堂主保圣弥额尔的雕像，他是圣经中保护以色列子民的总领天使，被教会视为新约子民的护守天使，这尊天使像雕刻精美，细节鲜明；天使造像和精美的花窗玻璃是东交民巷建筑中最引人瞩目的两大亮点。
除了哥特式的教堂主体建筑之外，在圣堂北侧还有一幢西洋风格的二层小楼，是本堂神甫的居所，教堂东侧有十间砖砌平房，平面布局均用北京传统民居的格式，但门窗却施以拱券结构，堪为中西合壁之作。

## 主任司铎
| 主任司铎 - 柯来孟神父（1904年—？） - 姚光裕神父（1951年—1952年，西什库堂区主任司铎代管） - 王师德神父（1952年—1954年） - 王基志神父（1954年—1958年） - 高阳神父（1991年1月—1995年9月） - 王学群神父（1995年—1999年） - 李山神父（1999年8月—2002年8月） - 高阳神父（2002年9月—） | 副主任司铎 …… - 李响神父（？—2016年3月） - 赵亮神父（2016年3月—） |